# 弐輪-NIRIN-
『弐輪』（にりん）は、2009年にナムコ（現・バンダイナムコアミューズメント）が発売したアーケードゲーム。
筐体はバイクのハンドルだけでなく、可動式のシートまでが備えられており、ゲーム中でもシートを揺らす体重操作で「チャージ」「ブースト」といった効果が発揮される。

## マシン
ネイキッド
バランスが良く、どんな場面でも安定した走りができる。中級者向け。
ビッグスクーター
スピードは遅いが、加速とブーストは優れる。初心者向け。
スーパースポーツ
スピード、ハンドリングは優れるが、加速、ブーストは劣る。上級者向け。
アメリカン
ハンドリングは低いが、ブーストは優れる。中級者向け。
スーパーモタード
スピードは遅いが、ハンドリングは優れる。初心者向け。